# Liste der Kulturdenkmäler in Eiterhagen
Die folgende Liste enthält die in der Denkmaltopographie ausgewiesenen Kulturdenkmäler auf dem Gebiet des Ortsteils Eiterhagen der Gemeinde Söhrewald, Landkreis Kassel, Hessen.
Hinweis: Die Reihenfolge der Denkmäler in dieser Liste orientiert sich an der Anschrift, alternativ ist sie auch nach der Bezeichnung oder der Bauzeit sortierbar.
Kulturdenkmäler werden fortlaufend im Denkmalverzeichnis des Landes Hessen durch das Landesamt für Denkmalpflege Hessen auf Basis des Hessischen Denkmalschutzgesetzes (HDSchG) geführt. Die Schutzwürdigkeit eines Kulturdenkmals hängt nicht von der Eintragung in das Denkmalverzeichnis des Landes Hessen oder der Veröffentlichung in der Denkmaltopographie ab.

Das Vorhandensein oder Fehlen eines Objekts in dieser Liste ist keine rechtsverbindliche Auskunft darüber, ob es Kulturdenkmal ist oder nicht: Diese Liste entspricht möglicherweise nicht dem aktuellen Stand der offiziellen Denkmaltopographie. Diese ist für Hessen in den entsprechenden Bänden der Denkmaltopographie Bundesrepublik Deutschland und im Internet unter DenkXweb – Kulturdenkmäler in Hessen einsehbar. Auch diese Quellen sind, obwohl sie durch das Landesamt für Denkmalpflege Hessen aktualisiert werden, nicht immer aktuell, da es im Denkmalbestand immer wieder Änderungen gibt.
Eine verbindliche Auskunft erteilt allein das Landesamt für Denkmalpflege Hessen.
Nutze diese Kartenansicht, um Koordinaten in der Liste zu setzen. In dieser Kartenansicht sind Kulturdenkmale ohne Koordinaten mit einem roten bzw. orangen Marker dargestellt und können in der Karte gesetzt werden. Kulturdenkmale ohne Bild sind mit einem blauen bzw. roten Marker gekennzeichnet, Kulturdenkmale mit Bild mit einem grünen bzw. orangen Marker.
| Bild            | Bezeichnung                                   | Lage                                                          | Beschreibung | Bauzeit         | Objekt-Nr. |
| --------------- | --------------------------------------------- | ------------------------------------------------------------- | ------------ | --------------- | ---------- |
| Bild gesucht BW | Gesamtanlage historischer Ortskern Eiterhagen | Gesamtanlage Lage                                             |              |                 | 88358 DDB  |
| Bild gesucht BW | Fachwerkstreckhof                             | Am Ölberg 2 LageFlur: 5, Flurstück: 31/3, 31/4, 31/5          |              | Ende 18. Jhd.   | 729031 DDB |
| Bild gesucht BW | Fachwerkwohnhaus                              | Am Ölberg 3 LageFlur: 5, Flurstück: 22, 29/2                  |              | 19. Jhd.        | 87711 DDB  |
| Bild gesucht BW | Einhaus                                       | Am Rodebach 1 LageFlur: 5, Flurstück: 88/5                    |              | 18. Jhd.        | 87712 DDB  |
| Bild gesucht BW | Ehem. Obermühle                               | Am Rodebach 4 LageFlur: 5, Flurstück: 86/1                    |              | 18. Jhd.        | 87713 DDB  |
| Bild gesucht BW | Ehem. Untermühle                              | Forststraße 1 LageFlur: 6, Flurstück: 15/6                    |              |                 | 87714 DDB  |
| Bild gesucht BW | Hofanlage                                     | Forststraße 4, Am Ölberg 5 LageFlur: 5, Flurstück: 23/2, 23/4 |              | 18. Jhd.        | 87715 DDB  |
| Bild gesucht BW | Ehem. Forsthaus                               | Forststraße 18 LageFlur: 10, Flurstück: 3/3                   |              | Anfang 20. Jhd. | 87716 DDB  |
| Bild gesucht BW | Einhaus                                       | Im Eichhof 2 LageFlur: 6, Flurstück: 81/2                     |              | 18. Jhd.        | 87717 DDB  |
| Bild gesucht BW | Streckhofanlage                               | Konrad-Wenzel-Straße 1 LageFlur: 6, Flurstück: 55/2           |              | 19. Jhd.        | 87763 DDB  |
| Bild gesucht BW | Ehem. Schule                                  | Konrad-Wenzel-Straße 2 LageFlur: 6, Flurstück: 51/1           |              | 19. Jhd.        | 87718 DDB  |
| Bild gesucht BW | Ehemaliges Einhaus                            | Konrad-Wenzel-Straße 5 LageFlur: 6, Flurstück: 65             |              | 19. Jhd.        | 87719 DDB  |
| Bild gesucht BW | Einhaus                                       | Konrad-Wenzel-Straße 9 LageFlur: 6, Flurstück: 67/5           |              | frühes 18. Jhd. | 87720 DDB  |
| Bild gesucht BW | Streckhof                                     | Lindenstraße 7 LageFlur: 6, Flurstück: 47/3                   |              | 18. Jhd.        | 87721 DDB  |
| Bild gesucht BW | Einhaus                                       | Lindenstraße 10 LageFlur: 6, Flurstück: 37/1                  |              | 18. Jhd.        | 87722 DDB  |
| Bild gesucht BW | Früheres Einhaus                              | Lindenstraße 11 LageFlur: 6, Flurstück: 83/8                  |              | 18. Jhd.        | 87723 DDB  |
| Bild gesucht BW | Hofanlage                                     | Lindenstraße 18 LageFlur: 6, Flurstück: 44/6                  |              | 19. Jhd.        | 87724 DDB  |
| Bild gesucht BW | Streckhof                                     | Lindenstraße 20 LageFlur: 6, Flurstück: 46/4                  |              | 18. Jhd.        | 87725 DDB  |
| Bild gesucht BW | Fachwerkwohnhaus                              | Melsunger Weg 2 LageFlur: 6, Flurstück: 86                    |              | 19. Jhd.        | 87726 DDB  |
| Bild gesucht BW | Gebäudegruppe                                 | Mückenbergstraße 1 LageFlur: 5, Flurstück: 37/4               |              | 1911            | 87727 DDB  |
| Bild gesucht BW | Wohnhaus                                      | Mückenbergstraße 3 LageFlur: 5, Flurstück: 38/4               |              | 1911            | 87728 DDB  |
| Bild gesucht BW | Hofanlage                                     | Mückenbergstraße 5 LageFlur: 5, Flurstück: 39, 40             |              | 1828            | 87729 DDB  |
| Bild gesucht BW | Scheune                                       | Mühlengasse LageFlur: 5, Flurstück: 98/2                      |              | 1824            | 87733 DDB  |
| Bild gesucht BW | Fachwerkgebäudekomplex                        | Mühlengasse 1, 3 LageFlur: 5, Flurstück: 93/1, 95/1           |              | 18. Jhd.        | 87730 DDB  |
| Bild gesucht BW | Streckhofanlage                               | Mühlengasse 2 LageFlur: 5, Flurstück: 105/3, 105/7            |              | 18. Jhd.        | 87731 DDB  |
| Bild gesucht BW | Wirtschaftsgebäude                            | Quenteler Straße 1 LageFlur: 5, Flurstück: 89/4               |              | 19. Jhd.        | 87734 DDB  |
| Bild gesucht BW | Ehem. Pfarrhaus                               | Quenteler Straße 4 LageFlur: 6, Flurstück: 52/6               |              | 18. Jhd.        | 87735 DDB  |
| Bild gesucht BW | Ev. Kirche                                    | Quenteler Straße 6 LageFlur: 6, Flurstück: 61                 |              | 18. Jhd.        | 87710 DDB  |
| Bild gesucht BW | Streckhof                                     | Quenteler Straße 9 LageFlur: 5, Flurstück: 92/1               |              | 18. Jhd.        | 87736 DDB  |
| Bild gesucht BW | Wohnhaus                                      | Quenteler Straße 17 LageFlur: 5, Flurstück: 80/5              |              | frühes 20. Jhd. | 87737 DDB  |
| Bild gesucht BW | Ehem. Schule und Spritzenhaus                 | Steinmal 3, Steinmal 9 LageFlur: 6, 7, Flurstück: 91, 48/2    |              | 19. Jhd.        | 87738 DDB  |
| Bild gesucht BW | Baukörper                                     | Steinmal 5 LageFlur: 7, Flurstück: 47/7                       |              | 1920er Jahre    | 87739 DDB  |
| Bild gesucht BW | Fachwerkgebäude                               | Weinberg 5 LageFlur: 5, Flurstück: 42/1                       |              | 18. Jhd.        | 87740 DDB  |